# BANANA FISH
『BANANA FISH』（バナナフィッシュ）は、吉田秋生による日本の漫画作品。『別冊少女コミック』1985年5月号〜1994年4月号にて連載された（1994年6月号、8・9月号、1995年1月号にて番外編掲載）。2018年6月時点で累計発行部数は1200万部を突破している。
また、本作を元にしたラジオドラマも制作され、2005年と2009年にはアクサル（Axle）により舞台化、2012年には磯村洋祐（劇団EXILE）と竹内寿のW主演で舞台化され、2018年には吉田秋生の40周年記念プロジェクトの一環としてフジテレビのノイタミナ枠でアニメ化された。
絶版になっていたコミックスはアニメ化に伴い、2018年に復刻版BOXが番外編1巻を収録して全20巻（１BOXにつき5巻セットで全4BOX）となって刊行された。

## あらすじ
この項では「BANANA FISH」全19巻を6つに区分して解説する。
- Part 1：単行本の01巻：プロローグ
- Part 2：単行本の01-06巻：「BANANA FISH」の謎解き
- Part 3：単行本の07-11巻：アッシュの反撃
- Part 4：単行本の12-14巻：ゴルツィネの復権
- Part 5：単行本の15-18巻：最後の戦い
- Part 6：単行本の18-19巻：エピローグ

### Part 1：プロローグ
1973年ベトナム戦争の最中、アメリカ軍兵士グリフィン・カーレンリースが突然、同じ分隊の兵士たちに自動小銃を乱射して死傷させる。その場に居合わせたマックス・ロボは彼の足を狙撃し取り押さえる。そのとき、グリフィンは「バナナ・フィッシュ」という謎の言葉をつぶやく。

### Part 2：「BANANA FISH」の謎解き
ダウンタウンのストリート・キッズのボスとして君臨するアッシュは、コルシカ・マフィアのボス ゴルツィネの指示で銃撃された男から、「バナナ・フィッシュ」という言葉と「カルフォルニアの住所」を伝えられるとともに、小さなロケットペンダントを受け取る。
「バナナ・フィッシュ」は廃人となった兄のグリフィンがしばしば口にしている言葉であり、アッシュは調査を開始する。ゴルツィネは「バナナ・フィッシュ」により中米でクーデターを発生させ、南米からのヘロインルートを手に入れようと米国の政治家や軍人とともにプロジェクトを進めており、アッシュの調査を阻止しようとする。
日本人の大学生・英二は取材を通じてアッシュと知り合う。アッシュの周囲で起こる血生臭い事件に遭遇した英二は、アメリカに残り、アッシュと「バナナ・フィッシュ」を巡る陰謀に巻き込まれていく。
殺人の冤罪で刑務所に収監されたアッシュは、兄グリフィンのベトナム時代の友人であり「バナナ・フィッシュ」の調査を続けているマックス・ロボと出会い、行動を共にすることになる。
カリフォルニアのドースン博士の家でアッシュとマックスは「バナナ・フィッシュ」が複数のアルカロイドを含む薬物であり、完全なる薬物暗示が可能な物質であることを知らされる。
彼らはゴルツィネの屋敷で「バナナ・フィッシュ」を投与されたショーターが、暗示により英二を殺害しようとしている姿から自我を完全に破壊する薬物であることを目撃する。アッシュはショーターの「殺してくれ　自由にしてくれ」という言葉により彼を射殺する。

### Part 3：アッシュの反撃
月龍の助けによりゴルツィネの屋敷を脱出したアッシュは反撃に出る。ゴルツィネはコルシカ人財団の理事をしており、アッシュはコンピューター操作により、その表向きの会社の株価操作と収益源の一つであるGOOSEから6000万ドルを搾取する。これよりゴルツィネは、マフィアのテーブルに着かざるを得なくなり米国を後にする。
その間にアッシュはマンハッタンの高級アパートを買い、そこを隠れ家としてオーサーに恐怖支配されたダウンタウンを取り返すため、オーサーの息のかかったボスを次々と殺害し、たまりかねたオーサーとボスの座をかけて決闘となる。
アッシュは勝利するが傷を負い、コルシカ人財団が経営母体となっている国立精神衛生センターに搬送される。ほどなくして、テレビではアッシュ死亡のニュースが流される。しかし、アッシュは米国に戻ったゴルツィネの目の前でセンターから脱出する。

### Part 4：ゴルツィネの復権
「バナナ・フィッシュ」を使用して月龍は、華龍を廃人にして自分が彼の後見人となる。月龍は華龍の名前でゴルツィネを招待し、交換条件を持ち出し手を結ぶ。月龍はコルシカ人財団の理事を次々と殺害し、ゴルツィネは財団で復権を果たす。一方、ゴルツィネは華龍を除く李一族をすべて殺害し、月龍が事実上の華僑の支配者となる。
月龍は「アッシュの最大の弱点は英二である」と見抜いており、ゴルツィネに「バナナ・フィッシュ」の情報漏洩を防ぎ、アッシュをゴルツィネの元に戻す提案をする。ゴルツィネはかつてのアッシュの指導教官であったブランカを呼ぶ。ブランカはアッシュの隠れ家を突き止め、警告のため英二を狙撃する。
ブランカが敵に回ったことを知ったアッシュは、マックスたちの収集した資料をゴルツィネに手渡し、自らはゴルツィネに捕らわれる。ゴルツィネはアッシュを再び「神の器」に仕立て上げ、中米における軍事作戦のプランを立案させ、新しい政界と軍部のパートナーとの会議で披露させる。

### Part 5：最後の戦い
アッシュの能力を再確認したゴルツィネはアッシュの養子縁組を進めるが、アッシュは籠の鳥の生活に精神的な拒食症に陥る。養子縁組披露パーティーの会場から脱出したアッシュは、シンのグループとともにゴルツィネや月龍の配下と戦闘状態となり、多くの仲間が捕虜となる。アッシュは自然史博物館で月龍を捕え、交換条件として捕虜を解放させる。また、捕らわれたシンの仲間も救出する。
アッシュ、シン、ケインの仲間とともに、ゴルツィネの雇った傭兵のフォックス大佐の部隊と戦闘状態となり、なんとか撃退したものの仲間の一部は捕虜となる。国立精神衛生センターにおける最後の戦いで、ゴルツィネとフォックス大佐、マナーハイムは炎の中で死亡し、「バナナ・フィッシュ」の資料も焼失する。

### Part 6：エピローグ
「バナナ・フィッシュ」の秘密は公表されなかったものの、秘密クラブにおける少年の性的濫用については政府関係者も逮捕され、一大スキャンダルに発展する。スマイルズとゴルツィネの関係について証言する者も出てくる。マックスはジェシカと再び結婚し、このニュースを一つの区切りとして聞いている。
シンは月龍を訪ね、二人きりになったところで銃を突きつける。シンはブランカから李一族における月龍の生い立ちを聞いており、殺害する気にはならずもう憎んでいないと語り、月龍を補佐してチャイナタウンの再建に乗り出す。
月龍のことを気にかけるブランカに対して、アッシュやシンは月龍を殺せないし、自分もわざわざ出かけて行って彼を殺す気はないと語る。英二が明日帰国すると話すブランカに対して、アッシュは見送りにはいかない、自分は英二の人生に関わりをもってはいけない人間なんだと説明する。
出発間際に英二がシンに託した手紙は、ニューヨーク市立図書館にいたアッシュに手渡される。英二はアッシュがどうして空港に姿を見せないのか、その理由を理解しており、「君は一人じゃない、ぼくがそばにいる。ぼくの魂はいつも君とともにある」と自分の気持ちを手紙にしたためていた。手紙を読んだアッシュは、感極って市立図書館の外に出た際にラオに刺されてしまう。自分はもう助からないことを悟ったアッシュは、図書館に戻り手紙を読み終えながら意識を失う。その顔には満足そうな微笑みが浮かんでいた。

## 登場人物

### 主人公とその友人たち
声の項はラジオドラマ版 / テレビアニメ版、演の項は舞台版のキャストを示す（ラジオドラマ版は第1期～第3期まであり、第1期と第2期で放送時間に間があったため、一部のキャストが変更されている）。
アッシュ・リンクス（Ash Lynx）
声 - 古澤徹 / 内田雄馬、塙真奈美（幼少期）
演 - 柄谷吾史（2005年、2009年版）、永井樹（幼少期 2005年版）、磯村洋祐（2012年版）、水江建太（2021年版）
本作の主人公。17歳（初登場時）〜19歳（最終回）。「アッシュ（灰）・リンクス（山猫）」は通称であり、本名はアスラン・ジェイド・カーレンリース（Aslan Jade Callenreese、物語中盤でディノ・ゴルツィネとの間に養子縁組が成立し、以降の姓はゴルツィネになった）。1968年8月12日生まれ。
17歳①；身長：5フィート9インチ（約175.26cm）、体重: 135ポンド（約61.235kg）（フラワーコミック版7巻72頁1ｺﾏ/警察資料の記述）、
17歳②；身長：5フィート11インチ（約180.34cm）、体重: 135ポンド（約61.235kg）（フラワーコミック版8巻5頁4～5ｺﾏ）、
18歳時；身長：5フィート11インチ（約180.34cm）、体重: 150ポンド1/2オンス（約68.053kg）（フラワーコミック版16巻6頁1ｺﾏ）、
マサチューセッツ州ケープコッド出身。母は幼い頃に失踪し、父は実家で小さなダイナー兼酒場を営んでいる。
ニューヨーク・ダウンタウンのストリートキッズグループを統括するボス。金髪、緑の瞳の並外れて整った容姿とIQ180以上（マナーハイムの調査では210）の頭脳、人の上にたつ圧倒的なカリスマ性を持ち、運動神経も抜群。戦闘に関しても、射撃の腕は一流でナイフの扱いにも長けている。
兄グリフィンを廃人同然にした「バナナフィッシュ」の謎を追ううちに、自らを男娼としていたディノと敵対することになる。孤独と幼少時からの精神的外傷（作中では、7歳の時に最初の性犯罪の被害に遭っている。）、自己嫌悪、罪悪感に苛まれながらも配下・敵の前では常に冷酷非情とも取れる強い態度を崩さない。
英二と出会い無償の愛を知ることで、心が癒され救われていく。しかし英二を命懸けで守ろうとするが故に、英二の存在が最大にして唯一の弱点となる。
好きな食べ物はアボカドやエビが入ったサラダ、日本食も食べられるが納豆が苦手。また太ると言う理由からアメリカ人にしては珍しくハンバーガーが嫌い。
アッシュの容姿のモデルは、初期は元テニス・プレイヤーのステファン・エドベリ。シリーズ途中からは俳優のリヴァー・フェニックスに変更されている。
アニメ版では若干キャラクターのデザインが変更されている。
奥村 英二（おくむら えいじ）
声 - 井上和彦 / 野島健児
演 - 斎藤准一郎（2005年版）、宮下雄也（2009年版）、竹内寿（2012年版）、岡宮来夢（2021年版）
カメラマン助手として伊部と共にストリートキッズの取材をした際アッシュと知り合った大学生。アッシュより2歳年上だが、元々目の大きな童顔なのに加え、東洋人であるためアメリカではミドルティーンに見られる。初登場時、ジェンキンス達に「小学生かと思った」と内心で思われ、また後に20歳になってからも、精神衛生センター脱出後に英二を探すアッシュが「20歳になっているはずだが、14,5歳にしか見えない」と英二の特徴を説明している。尚、この時点で身長は「5フィート6,7インチ（約170cm）と説明されている」。ただし「Fly boy,in the sky」では「187cmの水野に対して15cm背が低い」と説明があるため、17歳時点で172cmが正しいと思われる。
アッシュが信頼し唯一心を許す人物。アッシュの最も大切な存在として敵に狙われることも多く、彼の弱点ともなってしまうが、英二もアッシュを真に理解し救いたいという意思を持ち、その一心から行動を共にする。アッシュとは対照的に明るく穏やかな性格だが、無鉄砲で頑固な面もある。
島根県出雲市出身。実家には両親ときょうだいに妹が一人いる。高校時代はインターハイで2位になるほどの実力を持つ棒高跳の選手であったが、怪我のため跳べなくなった。本作より前に発表された短編「Fly boy,in the sky」に既に登場しており、この時点では島根県在住の高校2年生であった。
本編の最終話から7年後を描いた後日談「光の庭」ではマンハッタンでカメラマンとして独立。その後を描いた「New York sense」では、26歳で永住権を取得、28歳で個展を開催し成功を収め、人気カメラマンとなっている。また英二の写真は「優しさがある」と評論家達の評価を受けている。定期的に個展を開くなどかなりの売れっ子となっている。
英二の容姿のモデルは、俳優の野村宏伸。作者がアニメ映画『ボビーに首ったけ』（1985年）でキャラクターデザインを担当した際、ボビー役の声優を務めた野村と雑誌対談したのがきっかけ。「Fly boy,in the sky」（1984年/20巻収録）時点では、英二のモデルは野村ではなかった。
伊部 俊一（いべ しゅんいち）
声 - 池田成志→松本保典 / 川田紳司
演 - 山本健史（2005年、2009年版）、柳憂怜（2012年版）、冨田昌則（2021年版）
英二と同じく短編「Fly boy,in the sky」で初登場。この時点では美大の3年生であったが、英二をモデルとしたキヤノン A-1の広告写真で認められてその後、プロのカメラマンとなった。本作にはカメラマンとして登場。マックスとは友人同士。怪我のせいでスランプに陥っていた英二を伴ってニューヨークに取材のため訪れたことから事件に巻き込まれる。英二の兄貴分で、多少過保護な面も見られる。
マックス・ロボ（Max Lobo）
声 - 生瀬勝久→佐戸井けん太 / 平田広明
演 - 松木賢三（2005年版）、田中照人（2009年版）、比佐一平（2012年版）、内田朝陽（2021年版）
本名はマックス・グレンリード。兵役中はアメリカ陸軍軍事顧問団第3部隊第7小隊に所属、後にニューヨーク市警の警官を経てフリーのジャーナリストとなる。アッシュの兄グリフィンとはベトナム戦争での戦友であったが例の事件の後顔を合わせる事はなかった。その事を後に出会ったアッシュに責められるが本人も気に病んでおり、単身事件に関する情報を集めていた。刑務所で知り合ったアッシュと共にバナナフィッシュを追い、作品の途中から『ニューズウィーク』の契約記者となる。アッシュの良き理解者となり、父親のように彼に接する。
自身の著述に関してはアッシュから「ルポよりコラムの方が面白い」と評されており、本人はやや不本意としている。
グリフィン・カーレンリース（Griffin Callenreese）
声 - 橋本じゅん / 布施川一寛
演 - 武原広幸（2005年、2009年版）、田中稔彦（2012年版）
アッシュの年の離れた兄。物静かで大人しい詩人タイプの人間だったため、凄惨を極めるベトナムの戦場に耐えられずドラッグに手を出した。それがエイブラハム・ドースンがもたらした「バナナ・フィッシュ」であったため精神を破壊され廃人同然となってしまう。その後入院していた病院からアッシュによって連れ出され、彼の看護を受けながら十年間後遺症に苦しむが、一時的に匿われていた町医者の元を訪れた英二を尾行してきたエイブラハムに発見され動揺した彼に撃たれて死亡する。のちに自らドラッグに手を出したわけではなく、エイブラハムの動きに気付いてしまったためにドラッグを打たれたことが語られた。
ジョージ・スコット（George Scott）
声 - / 稲垣拓哉
マックス・ロボの友人であり、弁護士。マックス・ロボと元妻ジェシカ・ランディの息子マイケル（声 - 富田美憂）の養育権争いでマックス・ロボの弁護を担当している。マックス・ロボからアッシュ・リンクスの保釈手続きを依頼される。黒髪で顔一面に髭を生やした男性。
ジェシカ・ランディ（Jessica Randy）
声 - 若葉ひろみ / 深見梨加
マックスの元妻で雑誌記者。マックスと一度離婚し、彼との間に生まれた一人息子のマイケルを育てている。非常に気丈な上タフで、ある事件から精神・肉体共に大きな傷を負うも、後には武器を手に戦闘に加わる。
アッシュらと共にバナナフィッシュを追ううちにマックスとの愛情を再確認し復縁する。
ジェームズ・カーレンリース（James Callenreese）
声 - 大谷亮介 / 星野充昭
アッシュとグリフィンの父。通称ジム（Jim）。ケープコッドでダイナー兼酒場を営んでいる。3度結婚している。当初は久々に帰郷したアッシュを邪件にして追い出そうとしたが店がゴルツィネからの追手に襲われたときに人質にされ負傷。
アッシュが追手の一人を射殺した時はアッシュから銃を取り上げて指紋をふき取るなどして父親らしくアッシュ達を庇った。
ジェニファ（Jennifer）
声 - / 釘宮理恵
ジムの3人目となる内縁の妻。グリフとアッシュの事実上の継母にあたる。グリフを除いた身内では、アッシュが唯一好意的に接した優しい性格の持ち主。ゴルツィネからの追手に襲撃された際、流れ弾に被弾して絶命してしまう。彼女を撃った追手の一人はアッシュによって射殺される。

### コルシカ・マフィア
ディノ・フランシス・ゴルツィネ（Dino Francis Golzine）
声 - 川久保潔 / 石塚運昇
演 - 田中照人（2005年版）、酒井高陽（2009年版）、市川勇（2012年版）、赤星昇一郎（2021年版）
コルシカ・マフィアのボス。後にアッシュの養父となる。バナナフィッシュを用いてアメリカ政財界の支配を目論む。少年愛の性癖があり、アッシュを寵愛してその才能を見抜き後継者として育てていたが、かつては男娼として商売に利用もしていた。アッシュが背いて以降も彼に対し愛憎入り混じった感情を抱き続け、作中何度も彼を捕まえるが殺すことはしなかった。コルシカマフィアの中でも傑物ではあるが、アッシュを魅入ってしまったため、歯車が狂うことになる。
物語終盤、アッシュに人質にされフォックスに撃たれるが、結果的にフォックスに追いつめられていたアッシュを助ける形でフォックスを射殺し、自身も業火の中に落下して死亡した。
フレデリック・オーサー（Frederick Arthur）
声 - 武岡淳一 / 細谷佳正
演 - 加藤巨樹（2005年、2009年版）、國定拓弥（2012年版）
アッシュと敵対する不良少年達のボス。コルシカ・マフィアと手を組み、アッシュを倒そうと目論む。過去に戦った際に指を傷つけられ銃器が使えなくなったことへの恨み、ゴルツィネが重用することへの妬みなどから、卑劣な手段でアッシュを抹殺しようと企む。ナイフでの決闘の際には互角に近い戦いをした。アッシュには軽くあしらわれる描写も多かったが、大統領首席補佐官などとも堂々と渡り合えるタフさと野望も持つ才覚の持ち主。
エイブラハム・ドースン（Abraham Dawson）
声 - 大高洋夫 / 林勇
演 - 安藤亮司（2012年版）
アレクシスの弟で同じく科学者。ユダヤ系。優秀な兄に対するコンプレックスがあり、兄が破棄しようとしたバナナフィッシュを密かにゴルツィネに売り渡してしまった。その後、コルシカ・マフィアの研究所で兵器としてのバナナフィッシュの改良に取り組む。ベトナム戦争に従軍した際、からかわれた腹いせに仲間の兵士をバナナフィッシュの実験台にしていたが、その中にはアッシュの兄であるグリフィンも含まれていた。彼に関しては完全に手違いでありアッシュに知られた際にもその様に弁明をしたが、復讐に燃える彼が耳を貸すことはなく、容赦なく射殺された。
マナーハイム（Mannerheim）
声 - 関根信昭 / 上田燿司 
演 - 谷省吾（2005年、2009年版（いずれも他役と兼務））、北出寛（2012年版）
国立精神衛生センターの所長。囚人を使ってバナナフィッシュの人体実験を行った典型的なマッド・サイエンティスト。バナナフィッシュが人を容易にコントロールする事を可能にする反面高い知性や専門性が損なわれる事を遺憾に思っており、更なる改良のための実験体としてアッシュの優秀な頭脳を欲する。精神衛生センターでの最終決戦ではヘリポートへ向かう途中でアッシュに捕まるも、フォックスに射殺された。
エドアルド・L・フォックス（Eduardo L. Fox）
声 - 佐々木蔵之介 / 堀内賢雄 
演 - タイソン大屋（2005年、2009年版）、谷口賢志（2021年版）
ディノに雇われたフランス傭兵部隊の隊長。ゲリラ戦のエキスパート。人質の耳を切り取るなどサディスト的性質を色濃く有し、同性愛志向を持つ。公式記録ではザイールのキンシャサ上空で部隊もろとも死亡した事になっている。
物語終盤、人質となったディノを撃ち、アッシュを含む全てを手にしようと目論むが、追ってきたディノに撃たれ死亡した。
グレゴリー（Gregory）
声 - / 志村知幸
ゴルツィネの側近。
マービン・クロスビー（Marvin Crosby）
声 - 斎藤暁 / 石塚堅
ゴルツィネの部下。過去に幼かった頃のアッシュを暴行していた過去を持つ。同性愛者。オーサーと組んでアッシュ、スキップ、英二を攫うがアッシュの奇策で逃げられ英二を逃がしてしまう。後にアッシュとスキップを再びとらえるが、アッシュの仲間や警察が来たことで形成が逆転。アッシュを射殺して逃げようとして誤ってスキップを撃ってしまい、逃亡。その後ゴルツィネに切り捨てられる形で自宅で惨殺体となっているところを、追って来たアッシュに発見される。
ブランカ / セルゲイ・ヴァリシコフ（Blanca / Sergei Varishkov）
声 - 古田新太 / 森川智之
演 - 吉谷光太郎（2005年版）、横山敬（2009年版）、石垣佑磨（2012年版）、藤田玲（2021年版）
かつてアッシュに戦闘技術を教えた家庭教師の一人で、かつてアッシュが唯一心を開きかけた人物。その後カリブで隠遁生活を送っていたが、ディノがアッシュを捕らえるために呼び戻される。温厚な性格（少なくとも表面的には）であり常に飄々とした態度を崩さないが、アッシュすら手も足も出ず圧倒されるほどの実力があり、単純な戦闘能力では確実に本作中最強。しかし、その体格の良さゆえに隠密行動には適さないようで換気口に詰まるなどコミカルな一面を見せた。
かつてKGBの中佐だったが、政治犯の娘であった妻ナターシャ（ナタリア・カルサヴィナ）の死がKGBの手によるものと知り、国と名前を捨てた。「ブランカ（白）」のコードネームはナターシャの出身地白ロシア（現在のベラルーシ）にちなむ。
物語終盤、アッシュに味方しシンと共に彼をバックアップする。一緒にカリブに来ないか、とアッシュを誘うが断られる。
ファンブックでの対談では女性キャラクターであったが、デザインでアッシュとのベッドシーンが描かれ、当時の担当編集者が生々しいとの事で男性へ変更されている。

### 華僑
李月龍（リー・ユエルン）
声 - 大輝ゆう→舵一星 / 福山潤
演 - 斎藤准一郎（2005年版）、田渕法明（2009年版）、木村敦（2012年版）、佐奈宏紀（2021年版）
アメリカ名はユーシス。整った顔立ちで長髪であるため、女性に間違えられているシーンがある。6歳の頃からの学習により数万種の薬草や毒、劇薬に関する知識に長けており、バナナフィッシュの組成についてもアッシュとは別の方向から核心に迫る。チャイニーズ・マフィアを支配する李家の末弟だが、自分の母親を殺した異母兄達を抹殺し実権を握る。自分と似たような境遇にありながら英二という無二の存在を得ているアッシュに羨望と嫉妬の入り混じった感情を抱き敵対する事となる。英二に対しても強い憎しみを持ち命を狙う。筆者が後に発表した作品「YASHA-夜叉-」ではシンの口から既に亡くなっていることが明かされている。
李王龍（リー・ワンルン）
声 - 吉田鋼太郎/ 江川央生
演 - 谷省吾（2009年版（他役と兼務））、加瀬信行（2012年版）
李家長男。チャイニーズマフィア各国華僑を束ねる名門李家の総帥。表向き肩書きは銀行家（華僑銀行の頭取）通称李大人。最初はアッシュに協力したが、後にゴルツィネ側と取引して寝返る。最終的には月龍と手を組んだディノの部下に殺害されている。
李華龍（リー・ホアルン）
声 - / 阪口周平
演 - 谷省吾（2009年版（他役と兼務））
李家の五男。李王龍の弟でユーシスの兄。兄同様かなりの野心家でショーターを脅してアッシュ達を捕らえさせるよう協力を要請する。最終的にはユーシスによって廃人にさせられ、王龍の死後は月龍の策略で華僑銀行の表向きの頭取となる。その変わり果てた姿を見たシンは恐怖とともにバナナフィッシュの実態を確信する。

### ストリート・キッズ
ショーター・ウォン（Shorter Wong）
声 - 橋本じゅん / 古川慎
演 - 古川貴生（2005年版、2009年版）、柏木佑介（2012年版）
少年刑務所時代からのアッシュの親友。中国系アメリカ人。ニューヨークのチャイナタウンにおける不良少年達のボスだった。気さくな性格で仲間想い。ゴルツィネ達の手によってバナナフィッシュを投与され、英二を殺すように暗示をかけられてしまい、それを止めようとしたアッシュの手によって止めを刺される。
実家は中華料理店で、姉のマーディアが切り盛りしている。本人の料理の腕は英二によるとまずいらしく、アッシュに至っては「お前の代で店は終わりだ」とからかっていた。
原作ではごく初期だけモヒカン頭もあったが、大半がサングラスにスキンヘッド。アニメでは両サイドに剃り込みを入れ真ん中のモヒカン部分を紫に染めている。サングラスをする事が多い。
シン・スウ・リン（Sing Soo-Ling）
声 - あづみれいか / 千葉翔也
演 - 梅林亮太（2005年版）、小野賢章（2009年版）、織田和晃（2012年版）、椎名鯛造（2021年版）
ショーター亡き後のチャイニーズ達のボス。あどけない子供のような風貌でありながら優れた才気・指導力を持つと同時に世話好きな性格でもあり、また俊敏で行動力がある。窮地に陥っても強気で明るさを失わない。ショーターが殺された直後はアッシュを激しく憎悪したが、真相を知って以降アッシュ、英二に協力的になる。本編終了後、急激に背が伸びる（身長6フィート3インチ(190.5cm)）。作者が後に発表した作品「YASHA-夜叉-」「イヴの眠り」にも重要人物として登場する。後に「光の庭」に登場した伊部俊一の姪である暁と結婚。
ラオ・イェン・タイ（Lao Yen Tai）
声 - 橋本じゅん / 斉藤壮馬
演 - 古川貴生（2009年版）
シンの異母兄（ラオの母親はシンの母親の姉）で同じくチャイナタウンのストリートキッズ。親友ショーターの死の真相をシンに聞かされてもなお、アッシュに疑惑と不信感を抱き続ける。物語最終回にシンのためと称してアッシュに対して行なった行為は、既にシンはアッシュがショーターをやむを得ず殺害した事を赦しており、アッシュもシンに対して害意を一切抱いていなかった。
シンの手下2名が李月龍の命でアッシュと英二を襲い怪我をさせたことに対する落とし前として、アッシュとシンが1対1の決闘をする約束となるも、その後アッシュがシンを許し、決闘は行わないことになっていたが、シンと絶縁していたラオはそのことを知らなかった。この件は読者から「シンがアッシュに傾倒しつつある事に対する嫉妬の発露」と捉えられて批判が集中、作者も単行本後書にて「こいつ（ラオ）ひどい言われよう…」と嘆いている。
原作ではシンとの年齢差はそれほど無く、見た目もごく普通の若干細身の青年であるのに対し、アニメ版では顔や体格が厳つく、よりモブ・悪役然としたデザインに変更されている。
アレックス（Alex）
声 -  / 石谷春貴
演 - 倉冨尚人（2012年版）
ニューヨークの不良少年でアッシュの片腕的存在。ブロンドに灰色の瞳を持ち、釣り目で鋭い顔立ちが特徴。アッシュ不在のときは彼がグループをまとめることも。その際にはナンバー・ツーらしく冷静で適切な判断力を見せるが、挑発されるとついカッとなってしまう事もある。
スキップ（Skip）
声 - 冬馬由美 / 村瀬歩
演 - 永井樹（2005年版）、山田諒（2009年）、千大佑（2012年版）
アッシュの子分。小柄な黒人の少年で年齢的にはまだ10代前半〜中頃に見える。仲間達も認める人柄の良さでアッシュの傍にいる機会が多かったが、アッシュをかばって撃たれ死亡。
ボーンズ（Bones）
声 -  / 丹羽正人
痩せ型で背の低いアッシュの子分。かつてアッシュを起こそうとして殴られて前歯を折られたことがある。コングとは始終行動を共にしている。
コング（Kong）
声 -  / 鷲見昂大
黒短髪の大男でアッシュの子分。あまり頭のできは良くないが気が良い。我慢強い性分ではない事を自覚しており、それが必要な際にはアレックスにもその事を注意されている。
ケイン・ブラッド（Cain Blood）
声 - 京晋佑 / 三宅健太
演 - 田倉伸紘（2005年版）、武原広幸（2009年版）
ニューヨーク・ハーレムのアフリカ系アメリカ人のグループ「ブラック・サバス」のボスで「ブラッディ・ケイン」の異名を持つ。オーサーの卑怯なやり方を嫌いアッシュと共同戦線を張ることに。常にサングラスをかけており容姿は強面だが人情にも篤く男気がある。
マーディア・ウォン（Nadia Wong）
声 -  / 庄司宇芽香
ショーターの姉。ニューヨーク・チャイナタウンで中華料理屋チャンタイを切り盛りしている。アッシュやシンのことも弟同然にみている。チャーリーと深い仲になっている。

### ニューヨーク市警
アントニオ・ジェンキンズ（Antonio Jenkins）
声 - 二瓶鮫一 / 小形満
演 - 日ノ西賢一（2005年、2009年版）、お宮の松（2012年版）
「カリフォルニア物語」から引き続いて登場。ニューヨーク市警の警部。大の甘党で糖尿病に悩む一方、次々と事件を起こすアッシュにも心を痛めるが、性的暴行の被害者であった彼に理解も示し、救おうと奔走する。刑事コロンボを髣髴とさせる外見が特徴。
チャーリー・ディキンソン（Charlie Dickinson）
声 -  / 上田燿司
演 - 内藤悠一（2005年版）、坂口修一（2009年版）、村田賢二郎（2012年版）
「カリフォルニア物語」から引き続いて登場。マジメな優等生タイプの21分署刑事。ポリス・アカデミー時代からのマックスの友人でもある。ジェンキンスらに「坊や」と呼ばれるほど未熟なところがあり、優しくお人好しな性格。ショーターの姉マーディアと深い関係になっている。
ウィラード・エヴァンスタイン（Willard Evanstine）
声 - 下山吉光
ニューヨーク市警の警部補。ゴルツィネと内通しており、マービンを殺害した虚偽の罪でアッシュを刑務所送りにするのと引き換えに金をもらう取引をしていた。男娼時代のアッシュを知っており、取り調べでは彼の過去を持ち出して侮辱した。
ナリス（Norris）
声 - 越後谷コースケ
ニューヨーク市警21分室の少年課の刑事。目立った活躍は無いが、原作に登場する刑事の中ではチャーリー、ジェンキンズ警部に次いで登場回数が多い。アニメでは1話に登場。

### その他
アレクシス・ドースン（Alexis Dawson）
声 - 二瓶鮫一 / 宇垣秀成
演 - 仲里勇人（2012年版）
カリフォルニア大学に勤務する病理学者。医局員時代、同僚だったエディ・フレデリックと医学生だった弟エイブラハム・ドースンと共に、ブルグマンシアの突然変異株を基にバナナフィッシュの原型となる薬物を偶然、生成してしまう。金が必要だったためにそれを売ってしまうが、バナナフィッシュの恐ろしさを知った後は弟に残った薬を破棄するように命じ、自身も表向きにはそのようにしていた。しかし科学者としての好奇心は抑え切れず、わずかに残しておいたバナナフィッシュを使って秘かに研究を続けていた。後に悪性腫瘍の研究者として全米で知られた存在となるが、バナナフィッシュを巡る陰謀に再び巻き込まれる。
ドクター・メレディス（Dr. Meredith）
声 - 吉田鋼太郎 / 長嶝高士
ニューヨークのプリンス・ストリート52番地で開業している堕胎手術専門の産婦人科医。アッシュに依頼されバナナフィッシュの成分を調べる。
スティーブン・トムソン（Stephen Thompson）
声 -  / 竹内栄治
保険調査員で元米情報将校。物語冒頭におけるキーパーソンとして登場。弟がベトナム出征中にエイブラハム・ドースンによるバナナフィッシュの実験の犠牲にされ、執念で調査を行い情報を集めドースンまで辿り着く。ゴルツィネの元からバナナフィッシュを盗み出すがアッシュの部下に追われ致命傷を負わされる。そこに偶然通りすがったアッシュと出会いバナナフィッシュの入った小瓶とドースン邸の住所とバナナフィッシュの名を告げて事切れる。このことがアッシュ達とバナナフィッシュの事件に関連する物語とのすべての始まりのきっかけとなった。
ウィリアム・キッパード（William Kippard）
声 -  / 櫛田泰道
タカ派で知られる米共和党保守派系上院議員。ゴルツィネと癒着している。少年性愛の性癖を持ちゴルツィネが経営するクラブコットの常連でもあり、アッシュにそのことをネタに脅され白状する寸前のところでゴルツィネに切り捨てられる形でブランカによって暗殺される。
アーサー・スマイルズ（Arthur Smiles）
声 -  / 佐々木祐介
大統領首席補佐官。キッパードとスマイルズが、ホルストック大佐をホワイトハウスに強く推した。一連の事件に関与した政府・軍部関係者で唯一生存したため、事件後は政府高官による少年の買春の件で証人喚問されるとのこと。
トーマス・ホルストック（Thomas Holstock）
声 -  / 松川裕輝
米陸軍大佐、中央アメリカ軍事顧問。ゴルツィネのバナナフィッシュ計画に関与している。キッパードと共にゴルツィネを出しぬき密に排除しようと根回ししようとしていたが最後はゴルツィネの命を受けたブランカによって事故に見せかけて暗殺されてしまう。
スティーブ・ロバート（Steven Robert）
声 -  / 稲田徹
演 - 井吹カケル（2012年版）
『ニューズウィーク』の記者でマックスの旧知。マックスから話を聞き彼を契約するよう上司に持ち込む。
ガーベイ（Garvey）
声 -  / 松山鷹志
アッシュが収監されていた刑務所で囚人たちの一角を率いていた囚人グループのボス。アッシュを集団で暴行し後にアッシュから報復を受ける。アニメではゴルツィネの息がかかった刺客という設定が付け加えられており、アッシュを拷問するが隙を突かれ一瞬で形勢が逆手。アニメオリジナル展開では、最終的にはアッシュに股間をフォークで刺され去勢されてしまう。
フロッグ（Froggy）
声 -  / 武蔵真之介
クラブコットに子どもたちを集めて供給す役をビル・ガーベイとともに補っていた。本名フランク・サンチェス（Frank Sanchez）。ゲイバーを経営している他ディノに無断でクラブコットでのネタをもとに要人など恐喝して私腹を肥やしていた。過去にアッシュを暴行していたことがあり、そのことでアッシュから報復を受けそうになるが、寸でのところでマックスに止められる。その後フォックスに襲撃され、腕だけがゴミ捨て場で発見される。

## 書誌情報

### 単行本
- 吉田秋生 『BANANA FISH』 小学館〈フラワーコミックス〉、全19巻
  1. 1987年1月20日初版第1刷発行、ISBN 4-09-132451-7
  2. 1987年2月20日初版第1刷発行、ISBN 4-09-132452-5
  3. 1987年4月20日初版第1刷発行、ISBN 4-09-132453-3
  4. 1987年7月20日初版第1刷発行、ISBN 4-09-132454-1
  5. 1987年12月20日初版第1刷発行、ISBN 4-09-132455-X
  6. 1988年6月20日初版第1刷発行、ISBN 4-09-132456-8
  7. 1989年1月20日初版第1刷発行、ISBN 4-09-132457-6
  8. 1989年8月20日初版第1刷発行、ISBN 4-09-132458-4
  9. 1989年11月20日初版第1刷発行、ISBN 4-09-132459-2
  10. 1990年8月20日初版第1刷発行、ISBN 4-09-132460-6
  11. 1990年11月20日初版第1刷発行、ISBN 4-09-133531-4
  12. 1991年5月20日初版第1刷発行、ISBN 4-09-133532-2
  13. 1991年11月20日初版第1刷発行、ISBN 4-09-133533-0
  14. 1992年6月20日初版第1刷発行、ISBN 4-09-133534-9
  15. 1992年11月20日初版第1刷発行、ISBN 4-09-133535-7
  16. 1993年5月20日初版第1刷発行、ISBN 4-09-133536-5
  17. 1993年11月20日初版第1刷発行、ISBN 4-09-133537-3
  18. 1994年4月20日初版第1刷発行、ISBN 4-09-133538-1
  19. 1994年10月20日初版第1刷発行、ISBN 4-09-133539-X
- 吉田秋生 『PRIVATE OPINION（番外編）』 小学館〈フラワーコミックススペシャル〉、1995年4月20日初版第1刷発行、ISBN 4-09-134861-0
2018年の復刻版BOX Vol.4には判型を揃えた『BANANA FISH』20巻として収録され、電子書籍でも20巻として配信されている。

### 文庫版
- 吉田秋生 『BANANA FISH』 小学館〈小学館文庫〉、全11巻
  1. 1997年1月1日初版第1刷発行、ISBN 4-09-191161-7
  2. 1997年1月1日初版第1刷発行、ISBN 4-09-191162-5
  3. 1997年2月10日初版第1刷発行、ISBN 4-09-191163-3
  4. 1997年2月10日初版第1刷発行、ISBN 4-09-191164-1
  5. 1997年3月10日初版第1刷発行、ISBN 4-09-191165-X
  6. 1997年3月10日初版第1刷発行、ISBN 4-09-191166-8
  7. 1997年5月10日初版第1刷発行、ISBN 4-09-191167-6
  8. 1997年5月10日初版第1刷発行、ISBN 4-09-191168-4
  9. 1997年6月10日初版第1刷発行、ISBN 4-09-191169-2
  10. 1997年6月10日初版第1刷発行、ISBN 4-09-191170-6
  11. 1997年6月10日初版第1刷発行、ISBN 4-09-191181-1
- 吉田秋生 『BANANA FISH ANOTHER STORY』 小学館〈小学館文庫〉、1997年12月10日初版第1刷発行、ISBN 4-09-191182-X

### 復刻版
vol.1 - 3にはポストカード8枚セットが特典として付属し、vol.4には2001年に限定発売されたグッズセット「BANANAFISHSPECIALBOX」に同梱されていた英二のファースト写真集『NEW YORK SENSE』が復刻され特典になった。
- 吉田秋生 『BANANA FISH 復刻版BOX』 小学館、全4巻
  1. 2018年3月7日発売[8]、ISBN 978-4-09-943008-5
  2. 2018年4月6日発売[9]、ISBN 978-4-09-943009-2
  3. 2018年5月8日発売[10]、ISBN 978-4-09-943010-8
  4. 2018年6月8日発売[11]、ISBN 978-4-09-943011-5

### ノベライズ
- 吉田秋生（原作） / 遠藤晶（著者） 『BANANA FISH マックス・ロボの手記』 KSS出版〈KSS comic novels〉、全4巻
  1. 1998年7月発行、ISBN 4-87709-220-X
  2. 1998年8月発行、ISBN 4-87709-228-5
  3. 1998年9月発行、ISBN 4-87709-229-3
  4. 1998年10月発行、ISBN 4-87709-230-7
- 吉田秋生（原作） / 小笠原みく（著者） / 瀬古浩司（脚本） / Project Banana Fish（監修） 『BANANA FISH』 小学館〈小学館文庫〉、全3巻
  1. 2018年11月6日発売[12]、ISBN 978-4-09-406584-8
  2. 2019年1月4日発売[13]、ISBN 978-4-09-406598-5
  3. 2019年2月6日発売[14]、ISBN 978-4-09-406607-4

### 関連書籍
- 『ANGEL EYES イラストブックBANANA FISH』1994年5月発行、ISBN 4-09-199691-4
  - 描きおろしイラストと扉絵コレクション、そして他書籍には未収録のアッシュと英二のケープ・コッドでの夏の日を描いた短編のイラストストーリーが収録された。
  - 「復刻版」2018年8月9日発売[15]、ISBN 978-4-09-199057-0
- 『BANANA FISH オフィシャルガイドブック REBIRTH』2001年3月発行、ISBN 4-09-179802-0
  - 登場人物達の詳細なデータや舞台、時代背景を解説、著者のロングインタビューなどが収録された。
  - 「完全版」2018年11月9日発売[16]、ISBN 978-4-09-179266-2
- 『BANANA FISH TVアニメ公式ガイド Moment』2019年4月10日発売[17]、ISBN 978-4-09-179295-2

## ラジオドラマ
1994年の初夏と1995年の初夏に、NHK-FM「青春アドベンチャー」枠内で放送された。

### キャスト
BANANA FISH#登場人物を参照。

### サウンドトラック
1996年から1997年にかけて、徳間ジャパンコミュニケーションズよりサウンドトラック盤として、2枚組CDの三部作が発売された。
エンディングテーマは、Adamのスタア★アクション★百田が歌う「言葉にできない」。

## 舞台版

### 2005年版
2005年11月5日から14日にシアターぷらっつ江坂、11月21日から27日にシアター代官山にて上演。脚本・演出は吉谷光太郎。
キャスト

### 2009年版
2009年4月11日・12日に梅田芸術劇場 シアター・ドラマシティ、4月18日・19日に新国立劇場 中劇場にて上演。脚本・演出は吉谷光太郎。
キャスト
- マーピン - 斉藤崇
- アスラン - 山田諒（他役と兼務）
- ストリート・キッズ、他 - 林明寛、江口紘一

### 2012年版
2012年10月24日から11月4日に品川・六行会ホールにて上演。脚本は菅野臣太郎、演出は古河聰。
キャスト

### 2021年版
前後編2部作として前編は2021年6月10日から6月20日に天王洲 銀河劇場にて上演。後編は2022年1月20日から2月6日に品川プリンスホテル ステラボールにて上演予定だったが、新型コロナウイルス感染症の影響で1月25日13:00公演、29日公演に加え、2月1日から6日までの公演が中止になった。脚本は畑雅文、演出は松崎史也。
キャスト

## 登場人物のモデル
各人物のモデル(キャラクターデザインのモチーフ)として、『オフィシャルガイドブック BANANA FISH REBIRTH』(2003年小学館刊)中において作者自身が「当初アッシュはステファン・エドバーグ、のちにリヴァー・フェニックスへと改変。英二は野村宏伸、オーサーはスティングだった」と明かした。

## テレビアニメ
2018年7月より12月までフジテレビのノイタミナ枠ほかにて放送された。全24話（2クール）で放送されており、2015年4月以降の放送体制では初の2クール作品である。
劇中時間が現代（2018年頃）に変更されている。そのためグリフィンやマックスはベトナム戦争ではなく、イラク戦争の帰還兵となっている。また、液晶テレビやスマートフォンといった、漫画掲載当時にはなかった物も作中に登場している。但し、ファッション等に置いては、80年代当時からの大きな変更はなく、ニューヨークの地下鉄や路地裏の落書き等、治安の悪さはむしろ当時のままという状態である。
ゴルツィネ役の石塚運昇は放送中の8月13日に逝去したが、最終回までの収録は生前に完了しており、最終回のオープニングの最後には、「石塚運昇氏に感謝を込めて」と石塚への追悼メッセージが表示されている。

### スタッフ
- 原作 - 吉田秋生[24]
- 監督 - 内海紘子[24]
- シリーズ構成・脚本 - 瀬古浩司[24]
- キャラクターデザイン - 林明美[24]
- 総作画監督 - 山田歩、鎌田晋平、岸友洋[4]
- メインアニメーター・ハードボイルド監修・プロップデザイン - 久木晃嗣[4]
- 美術監督 - 水谷利春[4]
- 色彩設計 - 鎌田千賀子[4]
- CGディレクター - 鷲田知子
- 撮影監督 - 淡輪雄介[4]
- 編集 - 奥田浩史[4]
- 音楽 - 大沢伸一[4]
- 音楽制作 - アニプレックス
- 音響監督 - 山田陽[4]
- 音楽プロデューサー - 舩橋宗寛
- チーフプロデューサー - 三宅将典、高瀬透子
- プロデューサー - 瓜生恭子、岡安由夏
- アニメーションプロデューサー - 大塚学
- アニメーション制作 - MAPPA[24]
- 制作 - Project BANANA FISH（アニプレックス、フジテレビジョン、小学館、ムービック、電通）

### 主題歌
オープニングテーマ
「found & lost」（第1話 - 第13話）
作詞・作曲・編曲・歌 - Survive Said The Prophet
第1話ではエンディング位置で使用。
「FREEDOM」（第14話 -第24話）
作詞・作曲 - 田邊駿一 / 歌 - BLUE ENCOUNT
エンディングテーマ
「Prayer X」（第2話 - 第13話）
作詞・作曲 - 常田大希 / 編曲・歌 - King Gnu
「RED」（第14話 -第23話）
作詞・作曲・編曲・歌 - Survive Said The Prophet

### 各話リスト
第24話は10分拡大し、40分枠で放送された。
| 話数 | サブタイトル                                                    | 絵コンテ            | 演出                                              | 作画監督 |
| ---- | --------------------------------------------------------------- | ------------------- | ------------------------------------------------- | --- |
| #01  | バナナ・フィッシュにうってつけの日 A Perfect Day For Bananafish | 内海紘子            | 内海紘子                                          | 林明美 |
| #02  | 異国にて In Another Country                                     | 内海紘子            | 新井宣圭                                          | 山田歩 |
| #03  | 河を渡って木立の中へ Across the River and Into the Trees        | 内海紘子            | 牧田佳織                                          | 加々美高浩 鎌田晋平 高田陽介 小松寛子 |
| #04  | 楽園のこちら側 This Side of Paradise                            | 宇田鋼之介          | 宇田鋼之介                                        | 真島ジロウ 高乗陽子 高田陽介 松元昌代 劉雲留 李少雷 |
| #05  | 死より朝へ From Death to Morning                                | 久木晃嗣            | 後藤康徳                                          | 杉野信子 キム・ゼヒョン 西澤千恵 加々美高浩 高田陽介 清水貴子 久木晃嗣                                                                                         |
| #06  | マイ・ロスト・シティー My Lost City                             | 松田清              | 松田清                                            | 飯山菜保子 新井伸浩 小松寛子 |
| #07  | リッチ・ボーイ The Rich Boy                                     | 山門郁夫            | 牧田佳織 橋口淳一郎                               | 山門郁夫 真島ジロウ 杉野信子 高田陽介 |
| #08  | 陳腐なストーリー Banal Story                                    | 新井宣圭            | 新井宣圭                                          | 加々美高浩 井嶋けい子 松岡秀明 高田陽介 小松寛子 |
| #09  | ワルツは私と Save Me the Waltz                                  | 宍戸淳              | 宍戸淳                                            | 山田歩 飯山菜保子 新井伸浩 高乗陽子 新沼大祐 秋田学 真島ジロウ                                                                                                 |
| #10  | バビロンに帰る Babylon Revisited                                | 松田清              | 西畑佑紀                                          | 杉野信子 松岡秀明 高田陽介 井嶋けい子 加々美高浩 山門郁夫 久木晃嗣 田中志穂 服部憲知                                                                           |
| #11  | 美しく呪われし者 The Beautiful and Damned                       | 梅本唯              | 宇田鋼之介                                        | 小松寛子 飯山菜保子 高乗陽子 |
| #12  | 持つと持たぬと To Have and Have not                             | 橋口淳一郎 永居慎平 | 新井宣圭                                          | 関みなみ 川元まりこ 清水貴子 |
| #13  | キリマンジャロの雪 The Snows of Kilimanjyaro                    | 梅本唯              | 梅本唯                                            | 杉野信子 松岡秀明 高田陽介 加々美高浩 山門郁夫 田中志穂 冨永拓生                                                                                               |
| #14  | 夜はやさし Tender in the Night                                  | 牧田佳織            | 牧田佳織                                          | 山田歩 飯山菜保子 真島ジロウ 小松寛子 |
| #15  | エデンの園 The Garden of Eden                                   | 永居慎平            | 菱川直樹                                          | 田中志穂 高田陽介 杉野信子 松岡秀明 吉田駒未 鎌田晋平 山田歩                                                                                                   |
| #16  | 哀しみの孔雀 Lo, the Poor Peacock                               | 徳土大介            | 徳土大介                                          | 小松寛子 松岡秀明 飯山菜保子 加々美高浩 安田祥子 真島ジロウ |
| #17  | 殺し屋 The Killers                                              | 松尾衡              | 西畑佑紀                                          | 田中志穂 高田陽介 杉野信子 |
| #18  | 海流のなかの島々 Islands in the Stream                          | 梅本唯              | 新井宣圭                                          | 山田歩 松岡秀明 小松寛子 安田祥子 飯山菜保子 |
| #19  | 氷の宮殿 Ice Palace                                             | 牧田佳織            | 牧田佳織                                          | 関みなみ 田中志穂 杉野信子 吉田駒未 西澤千恵 林弘子 清水貴子                                                                                                   |
| #20  | 征服されざる人々 The Unvanquished                               | 久保雄介            | 久保雄介 パク・シフ キム・ソンボム イン・チェギル | DR MOVIE キム・ソンボム ジャン・サンミ キム・ミョンヒ イ・ボンウォン キム・ウンソン イン・チェギル キム・ヨンソプ                                              |
| #21  | 敗れざる者 The Undefeated                                       | 徳土大介            | 江崎慎平                                          | 小松寛子 高田陽介 松岡秀明 杉野信子 飯山菜保子 安田祥子 |
| #22  | 死の床に横たわりて As I Lay Dying                               | 二瓶勇一            | パク・シフ キム・ソンボム イン・チェギル          | 山田裕子 加藤雅之 糸山礼央 小松寛子 高田陽介 松岡秀明 キム・ソンボム ジャン・サンミ キム・ミョンヒ イ・ボンウォン キム・ウンソン イン・チェギル キム・ヨンソプ |
| #23  | 誰がために鐘は鳴る For Whom the Bell Tolls                      | 梅本唯              | 梅本唯                                            | 松岡秀明 小松寛子 高田陽介 杉野信子 飯山菜保子 西澤千恵 新沼大祐 池田智志                                                                                      |
| #24  | ライ麦畑でつかまえて The Catcher in the Rye                     | 内海紘子 久木晃嗣   | 内海紘子 徳土大介 牧田佳織                        | 高田陽介 飯山菜保子 小松寛子 杉野信子 松岡秀明 加々美高浩 |

### 放送局
| 放送期間                      | 放送時間                     | 放送局             | 対象地域       |
| ----------------------------- | ---------------------------- | ------------------ | -------------- |
| 2018年7月6日 - 12月21日       | 金曜 0:55 - 1:25（木曜深夜） | フジテレビ         | 関東広域圏     |
|                               |                              | 岩手めんこいテレビ | 岩手県         |
|                               |                              | さくらんぼテレビ   | 山形県         |
|                               | 金曜 1:20 - 1:50（木曜深夜） | 秋田テレビ         | 秋田県         |
|                               | 金曜 1:25 - 1:55（木曜深夜） | 福島テレビ         | 福島県         |
|                               | 金曜 1:30 - 2:00（木曜深夜） | 長野放送           | 長野県         |
|                               |                              | テレビ愛媛         | 愛媛県         |
|                               | 金曜 1:35 - 2:05（木曜深夜） | テレビ静岡         | 静岡県         |
|                               | 金曜 1:45 - 2:15（木曜深夜） | 新潟総合テレビ     | 新潟県         |
|                               |                              | テレビ熊本         | 熊本県         |
|                               | 金曜 1:55 - 2:25（木曜深夜） | 関西テレビ         | 近畿広域圏     |
|                               |                              | テレビ新広島       | 広島県         |
|                               |                              | テレビ西日本       | 福岡県         |
|                               | 金曜 2:00 - 2:30（木曜深夜） | 仙台放送           | 宮城県         |
|                               |                              | 鹿児島テレビ       | 鹿児島県       |
|                               | 金曜 2:10 - 2:40（木曜深夜） | 東海テレビ         | 中京広域圏     |
| 2018年7月7日 - 12月22日       | 土曜 0:55 - 1:25（金曜深夜） | サガテレビ         | 佐賀県         |
| 2018年7月19日 - 2019年1月10日 | 木曜 1:55 - 2:25（水曜深夜） | 高知さんさんテレビ | 高知県         |
| 2018年8月7日 - 2019年1月29日  | 火曜 1:25 - 1:55（月曜深夜） | 山陰中央テレビ     | 鳥取県・島根県 |

### BD / DVD
| 巻   | 発売日         | 収録話          | 規格品番      | 規格品番      |
| 巻   | 発売日         | 収録話          | BD            | DVD           |
| ---- | -------------- | --------------- | ------------- | ------------- |
| BOX1 | 2018年10月24日 | 第1話 - 第6話   | ANZX-14871〜3 | ANZB-14871〜3 |
| BOX2 | 2018年12月26日 | 第7話 - 第12話  | ANZX-14874〜6 | ANZB-14874〜6 |
| BOX3 | 2019年3月27日  | 第13話 - 第18話 | ANZX-14877〜9 | ANZB-14877〜9 |
| BOX4 | 2019年5月29日  | 第19話 - 第24話 | ANZX-14880〜2 | ANZB-14880〜2 |

| フジテレビ ノイタミナ | フジテレビ ノイタミナ | フジテレビ ノイタミナ       |
| 前番組                | 番組名                | 次番組                      |
| --------------------- | --------------------- | --------------------------- |
| ヲタクに恋は難しい    | BANANA FISH           | 約束のネバーランド（第1期） |